# Viscosia rustica
Viscosia rustica är en rundmaskart. Viscosia rustica ingår i släktet Viscosia, och familjen Oncholaimidae. Arten är reproducerande i Sverige.